# Blek kryptolav
Blek kryptolav (Absconditella delutula) är en lavart som först beskrevs av William Nylander och fick sitt nu gällande namn av Brian John Coppins och Harald Kilias. 
Blek kryptolav ingår i släktet Absconditella och familjen Stictidaceae.  Arten är reproducerande i Sverige. Inga underarter finns listade i Catalogue of Life.